# 火炉山水库
火炉山水库是中国浙江省金华市兰溪市境内的一座水库，位于衢江支流赤溪上，建于1960年。水库正常库容为910万立方米，集雨面积为23平方千米，海拔为67米。